# 阿曼小眼蛇鰻
阿曼小眼蛇鰻，為輻鰭魚綱鰻鱺目糯鰻亞目蛇鰻科的其中一種，分布於西印度洋的阿曼灣海域，棲息深度可達73公尺，體長可達23公分，棲息在底層海域，屬肉食性，生活習性不明。

## 擴展閱讀
維基物種上的相關：阿曼小眼蛇鰻